# Banbaru
Banbaru is een bestuurslaag in het regentschap Sumenep van de provincie Oost-Java, Indonesië. Banbaru telt 2467 inwoners (volkstelling 2010).